# Francis Savel
Francis Savel (pseudonyme : Frantz Salieri), né le 8 mai 1928 à Lalinde et mort le 1er février 2005 à Saint Denis de La Réunion, est un peintre, scénariste, musicien et metteur en scène, directeur artistique du cabaret de travestis La Grande Eugène.

## Filmographie
- 1964 : Journal d'un combat, documentaire sur Francis Savel[4],[5], production et voix off Alain Delon

« Après tout, Savel était lui-même une énigme, artiste aux existences multiples et inachevées, disciple intrigant de Bernard Buffet, personnage mondain (Romy Schneider ou Françoise Sagan sont de ses vernissages), puis directeur artistique de La Grande Eugène, l'un des premiers cabarets de travestis où Savel mettait en scène des spectacles baroques et provocants...Yann Gonzalez »

- 1966 : Au pan coupé, le peintre
- 1976 : Monsieur Klein, co-scénariste
- 1979 :  Don Giovanni, co-scénariste
- 1979 : Équation à un inconnu, réalisateur